# Yūko Gotō
Yūko Gotō (後藤 邑子, Gotō Yūko, Aichi, 28 de agosto de 1975) é uma dubladora japonesa, anteriormente afiliada a Production BAOBAB e agora a Axl-One.
Em 2012, anunciou que estava com púrpura trombocitopênica idiopática e lúpus eritematoso sistêmico. Nesse período, constantemente ia para o hospital após sair do trabalho, até se recuperar em 4 de outubro.
Ela também é conhecida como Umi Yanairyū (柳井流海), Shino Kujo (九条信乃, Kujō Shino), Kikuko Mita (三田菊子, Mita Kikuko), Aoi Sakuragi (桜木あおい, Sakuragi Aoi), Sawa Ichii (市井紗和, Ichii Sawa), Sae Ichii (市井佐絵, Ichii Sae), Ran Tōno (籐野らん, Tōno Ran) e Mai Tachibana (立花舞, Tachibana Mai).

## Filmografia

### Anime
1999
- Iketeru Futari (Kaneto Sakurai)
- Nekojiru Gekijou (Nyansuke)

2000
- UFO Baby (Sayuri)

2002
- I"s Pure (Yuka Morisaki)
- Mirmo! (Kameri)
- Mizuiro (Hiyori Hayasaka)

2003
- Naruto (Futaba)
- The World of Narue (Yuki Kashiwazaki)

2004
- Genshiken (Susanna Hopkins)

2005
- Fushigiboshi no Futagohime (Rein)
- Lamune (Nanami Konoe)
- Shuffle! (Kaede Fuyou)[6]

2006
- Fushigiboshi no Futagohime Gyu! (Rein)
- Kujibiki Unbalance (Kaoruko Yamada)
- Lovely Idol (Miu Nekoya)
- Otome wa Boku ni Koishiteru (Ichiko Takashima)
- The Melancholy of Haruhi Suzumiya (Mikuru Asahina)[7][8]

2007
- Blue Drop: Tenshi-tachi no Gikyoku (Tsubael)
- Dragonaut - The Resonance (Makina)
- Hayate no Gotoku! (Maou [Demon Queen])
- Hidamari Sketch (Hiro)
- Lucky Star (Ayano Minegishi, Gotouza-sama/Herself)
- Night Wizard THE ANIMATION (Bell Zephyr)
- Sayonara, Zetsubou-Sensei (Abiru Kobushi)
- Sketchbook ~full color'S~ (Kate)

2008
- Code Geass: Lelouch of the Rebellion R2 (Anya Alstreim, Mutsuki Minase, Monika Kruszewski)
- Kimi ga Aruji de Shitsuji ga Ore de (Miyu Kuonji)
- S · A: Special A (Hikari Hanazono)
- Gintama (Kirara)
- Itazura na Kiss (Christine Robbins)
- Hidamari Sketch x365 (Hiro)
- Kyōran Kazoku Nikki (Hiratsuka Raichou)
- Kuroshitsuji (Mina)
- Zoku Sayonara, Zetsubou-Sensei (Abiru Kobushi)
- Goku Sayonara, Zetsubou-Sensei (Abiru Kobushi)

2009
- Tears to Tiara (Rhiannon)
- Queen's Blade (Menace)
- The Melancholy of Haruhi Suzumiya (Season 2) (Mikuru Asahina)
- The Melancholy of Haruhi-chan Suzumiya (Mikuru Asahina)
- Nyoro~n Churuya-san (Mikuru Asahina)
- Zan Sayonara, Zetsubou-Sensei (Abiru Kobushi)
- Shin Koihime Musō (Hinari)
- Aika Zero (Shiratori Miyu)

2010
- Ōkami Kakushi (Kaori Mana)
- The Disappearance of Haruhi Suzumiya (Mikuru Asahina)
- Hidamari Sketch × ☆☆☆ (Hiro)
- Ladies versus Butlers! (Saori Shikikagami)
- Arakawa Under the Bridge (Jacqueline)
- Blood Jewel (Kisa Sutsuki)

2011
- Astarotte no Omocha! (Elíka Drakul Draupnils)
- Hidamari Sketch × SP (Hiro)
- Kämpfer für die Liebe (Assistant Committee Chairperson)
- Maji de Watashi ni Koishinasai! (Yukie Mayuzumi )
- Nyanpire (Chachamaru)
- Puella Magi Madoka Magica (Junko Kaname)
- Oretachi ni Tsubasa wa Nai (Naru Ōtori)

2012
- Sket Dance (Luigiana)
- Hidamari Sketch × Honeycomb (Hiro)

2013
- Da Capo III (Kiyotaka Yoshino)

2014
- Ushinawareta Mirai o Motomete (Shiori Sasaki)

2015
- The Disappearance of Nagato Yuki-chan (Mikuru Asahina)